# Hermannia
Hermannia is een geslacht uit de kaasjeskruidfamilie (Malvaceae). De soorten uit het geslacht komen voor in Afrika, het Arabisch schiereiland en in het zuiden van Noord-Amerika en in Centraal-Amerika.

## Soorten
- Hermannia abrotanoides Schrad.
- Hermannia affinis K.Schum. ex Schinz
- Hermannia alhiensis K.Schum.
- Hermannia alnifolia L.
- Hermannia althaeifolia L.
- Hermannia althaeoides Hurt ex Link
- Hermannia amabilis Marloth ex K.Schum.
- Hermannia amoena Dinter ex E.Holzh.
- Hermannia angularis Jacq.
- Hermannia antonii I.Verd.
- Hermannia argillicola Dinter ex E.Holzh.
- Hermannia aspera J.C.Wendl.
- Hermannia auricoma (Szyszyl.) K.Schum.
- Hermannia bicolor Dinter & Engl.
- Hermannia boraginiflora Hook.
- Hermannia boranensis K.Schum.
- Hermannia brachypetala Harv.
- Hermannia bryoniifolia Burch.
- Hermannia burchellii (Sweet) I.Verd.
- Hermannia burkei Burtt Davy
- Hermannia cernua Thunb.
- Hermannia coccocarpa (Eckl. & Zeyh.) Kuntze
- Hermannia comosa Burch. ex DC.
- Hermannia complicata Engl.
- Hermannia concinnifolia I.Verd.
- Hermannia confusa T.M.Salter
- Hermannia conglomerata Eckl. & Zeyh.
- Hermannia cordata (E.Mey. ex E.Phillips) De Winter
- Hermannia cordifolia Harv.
- Hermannia cristata Bolus
- Hermannia cuneifolia Jacq.
- Hermannia damarana Baker f.
- Hermannia decipiens E.Mey. ex Harv.
- Hermannia decumbens Willd. ex Spreng.
- Hermannia denudata L.f.
- Hermannia depressa N.E.Br.
- Hermannia desertorum Eckl. & Zeyh.
- Hermannia dichroma T.M.Salter
- Hermannia diffusa L.f.
- Hermannia disermifolia Jacq.
- Hermannia disticha Schrad.
- Hermannia diversistipula C.Presl
- Hermannia eenii Baker
- Hermannia erlangeriana K.Schum.
- Hermannia ernesti-ruschii Dinter ex E.Holzh.
- Hermannia erodioides (Burch. ex DC.) Kuntze
- Hermannia exappendiculata (Mast.) K.Schum. ex Engl.
- Hermannia filifolia L.f.
- Hermannia fischeri K.Schum.
- Hermannia flammea Jacq.
- Hermannia flammula Harv.
- Hermannia floribunda Harv.
- Hermannia fruticulosa K.Schum. ex Schinz
- Hermannia gariepina Eckl. & Zeyh.
- Hermannia geniculata Eckl. & Zeyh.
- Hermannia gerrardi Harv.
- Hermannia gilesii F.Muell.
- Hermannia glabrata L.f.
- Hermannia glanduligera K.Schum.
- Hermannia glandulossisima Engl.
- Hermannia gracilis Eckl. & Zeyh.
- Hermannia grandiflora W.T.Aiton
- Hermannia grandifolia N.E.Br.
- Hermannia grandistipula (Buchinger ex Hochst.) K.Schum.
- Hermannia grisea Schinz
- Hermannia grossularifolia L.
- Hermannia guerkeana K.Schum.
- Hermannia helianthemum K.Schum.
- Hermannia helicoidea I.Verd.
- Hermannia heterophylla (Cav.) Thunb.
- Hermannia hispidula Rchb.
- Hermannia holosericea Jacq.
- Hermannia hyssopifolia L.
- Hermannia incana Cav.
- Hermannia inflata Link & Otto
- Hermannia involucrata Cav.
- Hermannia jacobeifolia (Turcz.) R.A.Dyer
- Hermannia johanssenii N.E.Br.
- Hermannia johnstonii Exell & Mendonça
- Hermannia joubertiana Harv.
- Hermannia juttae Dinter & Engl.
- Hermannia kirkii Mast.
- Hermannia lacera (E.Mey. ex Harv.) Fourc.
- Hermannia lancifolia Szyszyl.
- Hermannia lavandulifolia L.
- Hermannia leucantha Schltr.
- Hermannia linearifolia Harv.
- Hermannia linifolia Burm.f.
- Hermannia linnaeoides (Burch. ex DC.) K.Schum.
- Hermannia litoralis I.Verd.
- Hermannia longiramosa Engl.
- Hermannia macra Schltr.
- Hermannia macrobotrys K.Schum.
- Hermannia malvifolia N.E.Br.
- Hermannia merxmuelleri Friedr.-Holzh.
- Hermannia micrantha Adamson
- Hermannia micropetala Harv.
- Hermannia minimifolia E.Holzh.
- Hermannia minutiflora Engl.
- Hermannia modesta (Ehrenb.) Mast.
- Hermannia montana N.E.Br.
- Hermannia mucronulata Turcz.
- Hermannia muirii Pillans
- Hermannia multiflora Jacq.
- Hermannia muricata Eckl. & Zeyh.
- Hermannia oblongifolia (Harv.) Hochr.
- Hermannia odorata Aiton
- Hermannia oligosperma K.Schum.
- Hermannia oliveri K.Schum.
- Hermannia palmeri Rose
- Hermannia paniculata Franch.
- Hermannia parviflora (Eckl. & Zeyh.) K.Schum.
- Hermannia parvula Burtt Davy
- Hermannia pauciflora S.Watson
- Hermannia paucifolia Turcz.
- Hermannia pearsonii Exell & Mendonça
- Hermannia pfeilii K.Schum.
- Hermannia pillansii Compton
- Hermannia pinnata L.
- Hermannia prismatocarpa E.Mey. ex Harv.
- Hermannia procumbens Cav.
- Hermannia pseudathiensis Cheek
- Hermannia pseudofischeri Cheek
- Hermannia pulchella L.f.
- Hermannia pulverata Andrews
- Hermannia quartiniana A.Rich.
- Hermannia repetenda I.Verd.
- Hermannia rigida Harv.
- Hermannia rudis N.E.Br.
- Hermannia rugosa Adamson
- Hermannia saccifera (Turcz.) K.Schum.
- Hermannia salviifolia L.f.
- Hermannia sandersonii Harv.
- Hermannia scabra Cav.
- Hermannia scabricaulis T.M.Salter
- Hermannia schlechteriana Schinz ex K.Schum.
- Hermannia scordifolia Jacq.
- Hermannia seineri Engl.
- Hermannia setosa Schinz
- Hermannia sisymbriifolia (Turcz.) Hochr.
- Hermannia solaniflora K.Schum.
- Hermannia spinosa (Burch.) E.Mey. ex Harv.
- Hermannia staurostemon K.Schum.
- Hermannia stellulata (Harv.) K.Schum.
- Hermannia stipulacea Lehm. ex Eckl. & Zeyh.
- Hermannia stricta (E.Mey. ex Turcz.) Harv.
- Hermannia suavis C.Presl
- Hermannia sulcata Harv.
- Hermannia teitensis Engl.
- Hermannia ternifolia C.Presl ex Harv.
- Hermannia testacea Vollesen
- Hermannia texana A.Gray
- Hermannia tigreensis Hochst. ex A.Rich.
- Hermannia torrei Wild
- Hermannia transvaalensis Schinz
- Hermannia trifoliata L.
- Hermannia trifurca L.
- Hermannia uhligii Engl.
- Hermannia umbratica I.Verd.
- Hermannia velutina DC.
- Hermannia veronicifolia (Eckl. & Zeyh.) K.Schum.
- Hermannia vestita Thunb.
- Hermannia violacea (Burch. ex DC.) K.Schum.
- Hermannia viscosa Hiern
- Hermannia volkensii K.Schum.
- Hermannia vollesenii Cheek
- Hermannia waltherioides K.Schum.
- Hermannia woodii Schinz

... · 
Abelmoschus · 
Abroma · 
Abutilon · 
Acaulimalva · 
Acropogon · 
Akrosida · 
Allosidastrum · 
Allowissadula · 
Apeiba · 
Ayenia · 
Bakeridesia · 
Adansonia (Baobab) · 
Alcea · 
Althaea (Heemst) · 
Anisodontea · 
Anoda · 
Argyrodendron · 
Bastardia · 
Berrya · 
Bombax · 
Brachychiton · 
Brownlowia · 
Burretiodendron · 
Byttneria · 
Callirhoe · 
Carpodiptera · 
Cavanillesia · 
Ceiba · 
Chiranthodendron · 
(Chorisia) · 
Cola · 
Colona · 
Commersonia · 
Corchorus · 
Craigia · 
Cristaria · 
Cullenia · 
Diplodiscus · 
Dombeya · 
Duboscia · 
Durio · 
Entelea · 
Eremalche · 
Eriolaena · 
Eriotheca · 
Firmiana · 
Franciscodendron · 
Fremontodendron · 
Fuertesimalva · 
Glyphaea · 
Gossypium (Katoenplant) · 
Grewia · 
Guichenotia · 
Gynatrix · 
Gyranthera · 
Hampea · 
Hannafordia · 
Helicteres · 
Heliocarpus · 
Herissantia · 
Heritiera · 
Hermannia · 
Hibiscadelphus · 
Hibiscus · 
Hildegardia · 
Hoheria · 
Horsfordia · 
Howittia · 
Huberodendron · 
Iliamna · 
Keraudrenia · 
Kleinhovia · 
Kokia · 
Kosteletzkya · 
Kostermansia · 
Kydia · 
Lagunaria · 
Lasiopetalum · 
Lavatera · 
Lawrencia · 
Lebronnecia · 
Luehea · 
Lysiosepalum · 
Macrostelia · 
Malacothamnus · 
Malope · 
Malva (Kaasjeskruid) · 
Malvaviscus · 
Malvella · 
Matisia · 
Megistostegium · 
Melhania · 
Melochia · 
Microcos · 
Nayariophyton · 
Nesogordonia · 
Ochroma · 
Pachira · 
Palaua · 
Pavonia · 
Pentace · 
Pentaplaris · 
Phragmotheca · 
Phymosia · 
Pseudobombax · 
Pterospermum · 
Pterygota · 
Quararibea · 
Radyera · 
Reevesia · 
Rhodognaphalon · 
Robinsonella · 
Rulingia · 
Scaphium · 
Scaphopetalum · 
Schoutenia · 
Scleronema · 
Senra · 
Sida · 
Sidalcea · 
Sparrmannia · 
Sphaeralcea · 
Sterculia · 
Symphyochlamys · 
Talipariti · 
Theobroma · 
Thespesia · 
Thomasia · 
Tilia (Linde) · 
Triplochiton · 
Triumfetta · 
Trochetia · 
Trochetiopsis · 
Urena · 
Waltheria · 
Wercklea · 
Wissadula · 
...